# Survivor Series (2020)
Survivor Series (2020) – gala wrestlingu wyprodukowana przez federację WWE dla zawodników z brandów Raw i SmackDown. Odbyła się 22 listopada 2020 w Amway Center w Orlando w stanie Floryda. Emisja była przeprowadzana na żywo za pośrednictwem WWE Network oraz w systemie pay-per-view. Była to trzydziesta czwarta gala w chronologii cyklu Survivor Series.
Podczas gali odbyło się siedem walk, w tym cztery pojedynki Mistrz vs. Mistrz, dwa 5-on-5 elimination matche oraz 18-osobowy Battle Royal. W walce wieczoru, Universal Champion Roman Reigns pokonał WWE Championa Drew McIntyre’a. SmackDown Women’s Champion Sasha Banks pokonała Raw Women’s Champion Asukę, SmackDown Tag Team Champions The Street Profits (Angelo Dawkins i Montez Ford) pokonali Raw Tag Team Champions The New Day (Kofi Kingston i Xavier Woods) oraz United States Champion Bobby Lashley pokonał Intercontinental Championa Samiego Zayna. W obu 5-on-5 elimination matach wygrała reprezentacja brandu Raw, z czego w drużynie mężczyzn nikt nie został wyeliminowany, a w drużynie kobiecej jedyną ocalałą była Lana. 18-osobowy Battle Royal w pre-show wygrał The Miz. Raw zdobyło dominację brandu, wygrywając cztery z siedmiu walk.

## Produkcja
Survivor Series oferowało walki profesjonalnego wrestlingu z udziałem wrestlerów należących do brandów Raw i SmackDown. Oskryptowane rywalizacje (storyline’y) kreowane były podczas cotygodniowych gal Raw i SmackDown. Wrestlerzy są przedstawieni jako heele (negatywni, źli zawodnicy i najczęściej wrogowie publiki) i face’owie (pozytywni, dobrzy i najczęściej ulubieńcy publiki), którzy rywalizują pomiędzy sobą w seriach walk mających budować napięcie. Kulminacją rywalizacji jest walka wrestlerska lub ich seria.

### Tło
Survivor Series to gala, która występuje w WWE od 1987 roku. Była częścią wielkiej czwórki wraz z innymi sztandarowymi produkcjami WWE: WrestleManią, Royal Rumble i SummerSlam, czyli głównymi i pierwszymi wydarzeniami federacji. Wydarzenie od 2016 roku charakteryzuje się imiennymi walkami Survivor Series, w których oba brandy (Raw i SmackDown) rywalizują ze sobą. W innych latach na galach odbywały się również Survivor Series matche, ale zazwyczaj nie były to rywalizacje pomiędzy brandami, a rywalizacje pomiędzy stajniami lub wrestlerami stanowiącymi różne sojusze.
Oprócz Brand vs. Brand elimination matchu, na gali odbywają się również Champion vs. Champion matche, w których mistrzowie reprezentujący swoj brand walczą ze sobą. Oto ówczesny format takich walk:
- WWE Champion (Raw) vs. Universal Champion (SmackDown)
- United States Champion (Raw) vs. Intercontinental Champion (SmackDown)
- Raw Women’s Champion vs. SmackDown Women’s Champion
- Raw Tag Team Champions vs. SmackDown Tag Team Champions

### Wpływ COVID-19
W wyniku pandemii COVID-19, która zaczęła wpływać na branżę w połowie marca, WWE musiało zaprezentować większość swojego programu z zestawu bez udziału realnej publiczności. Początkowo programy telewizyjne Raw i SmackDown oraz pay-per-view odbywały się w WWE Performance Center w Orlando w stanie Floryda. Ograniczona liczba stażystów Performance Center oraz przyjaciół i członków rodzin wrestlerów została później wykorzystana jako publiczność na żywo. Pod koniec sierpnia programy WWE na Raw i SmackDown zostały przeniesione do bezpiecznej biologicznie bańki zwanej WWE ThunderDome, która odbywała się w Amway Center w Orlando. Wybrana publiczność na żywo nie była już wykorzystywana, ponieważ bańka pozwalała fanom uczestniczyć w wydarzeniach praktycznie za darmo i być widzianymi na prawie 1000 tablicach LED na arenie. Dodatkowo ThunderDome wykorzystał różne efekty specjalne, aby jeszcze bardziej wzmocnić wejścia wrestlerów, a dźwięk z areny został zmiksowany z chantami wirtualnych fanów.
Początkowa umowa WWE z Amway Center wygasła 31 października, ale z opcją przedłużenia kontraktu z dwutygodniowym okresem wypowiedzenia. 12 października PWInsider poinformował, że kontrakt został przedłużony, a Fightful ujawniło datę wygaśnięcia zmienionego kontraktu na 24 listopada. Survivor Series była następnie ostatnią galą WWE pay-per-view prezentowaną w ThunderDome w Amway Center, po przeniesieniu WWE do Tropicana Field w St. Petersburgu na Florydzie, co rozpoczęło się 11 grudnia odcinkiem SmackDown. Posunięcie to zostało również podjęte ze względu na rozpoczęcie sezonów ECHL i NBA 2020–21, ponieważ Amway Center jest wspólnym domem Orlando Solar Bears (ECHL) i Orlando Magic (NBA).

### Rywalizacje
Walki kwalifikacyjne do Męskiego Survivor Series elimination matchu rozpoczęły się 26 października na odcinku Raw. AJ Styles, Keith Lee i Sheamus zdobyli pierwsze trzy miejsca w Team Raw, pokonując odpowiednio Jeffa Hardy’ego, Eliasa i Riddle’a. W następnym tygodniu, Braun Strowman zakwalifikował się do drużyny, pokonując Lee i Sheamusa w Triple Threat matchu. Riddle zdobył ostatnie miejsce w Team Raw, pokonując Eliasa i Hardy’ego w Triple Threat matchu 9 listopada. Dwóch pierwszych członków Team SmackDown zostało wybranych 30 października na odcinku SmackDown. Kevin Owens i Jey Uso zakwalifikowali się, pokonując odpowiednio Dolpha Zigglera i Daniela Bryana. W następnym tygodniu, King Corbin i Seth Rollins zdobyli kolejne dwa miejsca, pokonując odpowiednio Reya Mysterio i Otisa. 20 listopada, WWE official Adam Pearce nazwał Otisa ostatnim członkiem Team SmackDown.
W przypadku Żeńskiego Survivor Series elimination matchu, wszystkie pięć członkin Team Raw zostało początkowo ujawnionych 26 października na odcinku Raw. WWE officials Adam Pearce i Pat Buck ogłosili, że WWE Women’s Tag Team Champions Nia Jax i Shayna Baszler wraz z Mandy Rose i Daną Brooke będą reprezentować Team Raw. Piąte i ostatnie miejsce zostało określone przez Fatal 4-Way match tego wieczoru, który Lana wygrała pokonując Lacey Evans, Peyton Royce i Nikki Cross. 16 listopada na odcinku Raw, ponieważ Jax i Baszler zaatakowali ramię Rose podczas Tag Team matchu, a następnie członkini Retribution Reckoning zaatakowała Brooke na backstage’u, zarówno Rose, jak i Brooke zostały uznani za niezdolnych do rywalizacji na Survivor Series, więc Pearce ogłosił, że zastąpią ich Evans i Royce. Pierwsza członkini Team SmackDown została wybrana 30 października na odcinku SmackDown. Bianca Belair wygrała miejsce, pokonując Billie Kay i Natalyę w Triple Threat matchu. Ruby Riott zajęła drugie miejsce w następnym odcinku, gdzie pokonała Natalyę i Zelinę Vegę w Triple Threat matchu. 13 listopada, Liv Morgan zakwalifikowała się, pokonując Chelsea Green, Natalię i Taminę w Fatal 4-Way matchu. W następnym tygodniu, Pearce dodał Bayley do zespołu, a Natalya pokonała Taminę, zdobywając ostatnie miejsce w Team SmackDown.
Wszystkie cztery walki o dominację brandu mistrzów zostały ogłoszone 26 października na odcinku Raw. W tym czasie ogłoszono, że WWE Champion z Raw Randy Orton zmierzy się z Universal Championem ze SmackDown Romanem Reignsem, Raw Women’s Champion Asuka zmierzy się z SmackDown Women’s Champion Sashą Banks, United States Champion z Raw Bobby Lashley zmierzy się z Intercontinental Championem ze SmackDown Sami Zaynem i Raw Tag Team Champions The New Day (Kofi Kingston i Xavier Woods) zmierzą się z SmackDown Tag Team Champions The Street Profits (Angelo Dawkins i Montez Ford).
W ciągu następnych kilku tygodni pięciu mistrzów broniło swoje tytuły przed Survivor Series, a czterech z nich zachowało swoje tytuły, aby utrzymać takie same pojedynki, jak pierwotnie ogłoszono. SmackDown Women’s Champion Sasha Banks utrzymała swój tytuł przeciwko Bayley 6 listopada na odcinku SmackDown, Bobby Lashley utrzymał United States Championship przeciwko Titusowi O’Neilowi 9 listopada na odcinku Raw, Intercontinental Champion Sami Zayn zachował swój tytuł przeciwko Apollo Crewsowi 13 listopada na odcinku SmackDown, a The New Day utrzymali tytuł Raw Tag Team Championship przeciwko The Hurt Business (Cedric Alexander i Shelton Benjamin) 16 listopada na odcinku Raw. Również w tym czasie SmackDown Tag Team Champions The Street Profita próbowali uzyskać informacje o swoich przeciwnikach na Survivor Series od byłego członka New Day, Big E’go, który powiedział im, że The New Day wygra. Jednak walka mistrzów świata mężczyzn uległa zmianie. Po przegraniu WWE Championship z Randym Ortonem na Hell in a Cell 25 października, Drew McIntyre otrzymał rewanż o tytuł. Wcześniej McIntyre pojawił się 13 listopada na odcinku SmackDown, aby skonfrontować się z Universal Championem Romanem Reignsem, mimo że nie był WWE Championem. 16 listopada na odcinku Raw, McIntyre pokonał Ortona, aby odzyskać WWE Championship, stając się w ten sposób przeciwnikiem Reignsa na Survivor Series.

## Wyniki walk
| Nr                                 | Wyniki | Stypulacje                                      | Czas  |
| ---------------------------------- | --- | ----------------------------------------------- | ----- |
| 1P                                 | The Miz wygrał eliminując jako ostatniego Dominika Mysterio | 18-osobowy Dual Brand Battle Royal              | 12:00 |
| 2                                  | Team Raw (AJ Styles, Keith Lee, Sheamus, Braun Strowman i Riddle) (z Omosem) pokonali Team SmackDown (Kevina Owensa, Jeya Uso, Kinga Corbina, Setha Rollinsa i Otisa)Eliminacje | Męski 5-on-5 Survivor Series elimination match  | 19:25 |
| 3                                  | The Street Profits (Angelo Dawkins i Montez Ford) (SmackDown Tag Team Champions) pokonali The New Day (Kofiego Kingstona i Xaviera Woodsa) (z Big E) (Raw Tag Team Champions)   | Champions vs. Champions match                   | 14:00 |
| 4                                  | Bobby Lashley (United States Champion) (z MVP, Cedriciem Alexandrem i Sheltonem Benjaminem) pokonali Samiego Zayna (Intercontinental Champion} poprzez submission               | Champion vs. Champion match                     | 10:00 |
| 5                                  | Sasha Banks (SmackDown Women’s Champion) pokonała Asukę (Raw Women’s Champion)                                                                                                  | Champion vs. Champion match                     | 15:00 |
| 6                                  | Team Raw (Nia Jax, Shayna Baszler, Lana, Lacey Evans i Peyton Royce) pokonały Team SmackDown (Biance Belair, Ruby Riott, Liv Morgan, Bayley i Natalyę)Eliminacje                | Żeński 5-on-5 Survivor Series elimination match | 23:20 |
| 7                                  | Roman Reigns (Universal Champion) (z Paulem Heymanem) pokonał Drew McIntyre’a (WWE Champion) poprzez techniczne poddanie                                                        | Champion vs. Champion match                     | 24:50 |
| P – walka miała miejsce w pre-show | |                                                 |       |

### Eliminacje w Survivor Series matchach

#### Męski Survivor Series match
| Nr. eliminacji | Wrestler                                                          | Drużyna                                                           | Wyeliminowany przez                                               | Metoda eliminacji                                                 | Czas                                                              |
| -------------- | ----------------------------------------------------------------- | ----------------------------------------------------------------- | ----------------------------------------------------------------- | ----------------------------------------------------------------- | ----------------------------------------------------------------- |
| 1              | Seth Rollins                                                      | SmackDown                                                         | Sheamusa                                                          | Przypięty po otrzymaniu Brogue Kick                               | 6:05                                                              |
| 2              | Kevin Owens                                                       | SmackDown                                                         | AJ Stylesa                                                        | Przypięty po otrzymaniu Phenomenal Forearm                        | 12:20                                                             |
| 3              | King Corbin                                                       | SmackDown                                                         | Riddle’a                                                          | Przypięty po otrzymaniu Floating Bro                              | 13:05                                                             |
| 4              | Otis                                                              | SmackDown                                                         | Brauna Strowmana                                                  | Przypięty po otrzymaniu Running Powerslam                         | 17:05                                                             |
| 5              | Jey Uso                                                           | SmackDown                                                         | Keitha Lee                                                        | Przypięty po otrzymaniu Spirit Bomb                               | 19:25                                                             |
| Zwycięzcy:     | AJ Styles, Keith Lee, Sheamus, Braun Strowman i Riddle (Team Raw) | AJ Styles, Keith Lee, Sheamus, Braun Strowman i Riddle (Team Raw) | AJ Styles, Keith Lee, Sheamus, Braun Strowman i Riddle (Team Raw) | AJ Styles, Keith Lee, Sheamus, Braun Strowman i Riddle (Team Raw) | AJ Styles, Keith Lee, Sheamus, Braun Strowman i Riddle (Team Raw) |

#### Żeński Survivor Series match
| Nr. eliminacji | Wrestlerka      | Drużyna         | Wyeliminowana przez | Metoda eliminacji                                                              | Czas            |
| -------------- | --------------- | --------------- | ------------------- | ------------------------------------------------------------------------------ | --------------- |
| 1              | Bayley          | SmackDown       | Peyton Royce        | Przypięta po otrzymaniu Deja Vu                                                | 9:55            |
| 2              | Peyton Royce    | Raw             | Natalyę             | Oklepała po żałożeniu dźwigni Sharpshooter                                     | 11:40           |
| 3              | Natalya         | SmackDown       | Lacey Evans         | Przypięta po otrzymaniu Woman’s Right                                          | 12:35           |
| 4              | Ruby Riott      | SmackDown       | Shayna Baszler      | Przypięta po zemdleniu przez założenie dźwigni Kirifuda Clutch                 | 16:50           |
| 5              | Lacey Evans     | Raw             | Liv Morgan          | Przypięta ruchem Crucifix                                                      | 18:00           |
| 6              | Liv Morgan      | SmackDown       | Nię Jax             | Przypięta po otrzymaniu Samoan Drop                                            | 19:05           |
| 7              | Shayna Baszler  | Raw             | –                   | Zdyskwalifikowana po doliczeniu przez sędziego do pięciu po rope breaku Belair | 22:25           |
| 8              | Nia Jax         | Raw             | –                   | Wyliczenie poza ringowe                                                        | 23:20           |
| 9              | Bianca Belair   | SmackDown       | –                   | Wyliczenie poza ringowe                                                        | 23:20           |
| Zwyciężczyni:  | Lana (Team Raw) | Lana (Team Raw) | Lana (Team Raw)     | Lana (Team Raw)                                                                | Lana (Team Raw) |